# Pseudagonica macrops
Pseudagonica macrops – gatunek chrząszcza z rodziny biegaczowatych i podrodziny Panagaeinae.

## Taksonomia
Gatunek ten opisany został w 2012 roku przez Martina Baehra, na podstawie pojedynczego okazu samicy odłowionego w 1936 roku, a oznaczonego w 1960 przez B.P. Moore’a jako P. nitida.

## Opis
Bardzo mała, wydłużona Pseudogonica, o ciele 3,1 mm długim, jasnobrązowym u okazu nie w pełni zesklerotyzowanego. Oczy duże, silnie wyłupiaste, o orbitach bardzo małych i słabo widocznych. Narządy gębowe i umiarkowanie krótkie czułki żółte. Przedplecze raczej szerokie, najszersze w przedniej ⅛, o wierzchołku umiarkowanie wyciętym, kątach tylnych prawie gładko zaokrąglonych, a obrzeżeniach bocznych skośnych. Przypodstawowa szczecinka brzeżna umiarkowanie odsunięta od nasady, położona w nieco rozszerzonym wyżłobieniu brzegowym na początku zagięcia nasadowego. Pokrywy wydłużone i wąskie, najszersze około środka, dość wypukłe, o brzegach bocznych umiarkowanie wypukłych. Obrzeżenie przypodstawowe na barkach gładko zaokrąglone. Odnóża o jasnożółtych udach i rudych goleniach.

## Rozprzestrzenienie
Gatunek endemiczny dla Australii, znany wyłącznie z wschodnich okolic Melbourne we wschodniej Wiktorii.